# Доронино (Ярославская область)
Доронино — деревня в Большесельском сельском поселении Большесельского района Ярославской области.

## Население
По данным статистического сборника «Сельские населенные пункты Ярославской области на 1 января 2007 года», в деревне Доронино проживает 9 человек.

## География
Деревня расположена в юго-восточной части района, в верховьях реки Юхоть. Через Доронино и стоящую в 1 км к юго-востоку деревню Карачуново, которые расположены на склоне возвышенности, протекают два ручья, которые сливаются в 1,5 км к северу, образуя Юхоть. Ручьи питаются водами расположенного к югу и выше по склону верхового болота, вокруг зарастающего озера Богоявленское. Озеро носит название по церкви Богоявления, расположенной между Карачуново и озером. Уровень воды в озере 166 м. Ниже по склону, северо-восточнее Доронино находится Карачуновское болото, имеющее протяжённость около 2 км. В центре этого болота и соединяются названные выше два ручья. Уровень воды в точке слияния 129,5 м. К югу от Доронино проходит граница Большесельского и Борисоглебского районов.

## История
Деревня Доронина указана на плане Генерального межевания Борисоглебского уезда 1792 года. В 1825 году Борисоглебский уезд был объединён с Романовским уездом. По сведениям 1859 года деревня относилась к Романово-Борисоглебскому уезду.